# Qin Guli
Qin Guli (chinesisch 禽滑釐 / 禽滑厘) (ca. 470–400 v. u. Z.) war ein chinesischer Philosoph aus der frühen Zeit der Streitenden Reiche.
Er gehörte der Schule der Mohisten an und war einer ihrer führenden Vertreter. Zuvor hatte er sich bei dem hochrangigen Konfuziusschüler Zixia geschult.
Wichtige Aufschlüsse über ihn liefert der Text Mozi („Meister Mo“), den Alfred Forke ins Deutsche übertragen hat (1922). Auch in den daoistischen Werken Zhuangzi und Liezi ist von ihm die Rede.

## Namensvarianten
Sein Name wird im Chinesischen sehr verschieden geschrieben. Manche Sinologen lesen ihn auch Qin Huali.